# سسالاتس
سسالاتس (به صربی: Sesalac) یک منطقهٔ مسکونی در صربستان است که در سوکوبانگا واقع شده‌است. سسالاتس ۳۴۷ نفر جمعیت دارد.